# Puydaniel
Puydaniel település Franciaországban, Haute-Garonne megyében. Lakosainak száma 573 fő (2022. január 1.). Puydaniel Lagrâce-Dieu, Auterive, Esperce és Mauressac községekkel határos.

## Népesség
A település népességének változása:
| Lakosok száma | 192  | 273  | 294  | 369  | 443  | 478  | 518  | 552  | 555  | 573  |
|               | 1968 | 1982 | 1990 | 2006 | 2013 | 2015 | 2017 | 2019 | 2020 | 2022 |